# 赤津信号所
赤津信号所（あかつしんごうしょ）は、群馬県甘楽郡下仁田町白山にある上信電鉄上信線の信号場である。千平駅と下仁田駅の間に所在する。1980年代初頭に行われた上信線近代化事業のなかで列車の増発を行うための交換設備として新屋信号所とともに設置された。

## 歴史
- 1981年（昭和56年）11月12日：開設。
- 1984年（昭和59年）12月21日：この信号所付近で正面衝突事故が発生した。

## 構造
構内は片開き分岐器を使用して2線のうち1線が出入口ともに分岐器の直線側を通過する構造となっており、この線路の上下双方面に出発信号機を備えて上り・下り共用の主本線とした一線スルー方式を採用している。このため上り列車は列車交換を行う場合分岐の曲線側である副本線に転線を行うが、列車交換を行わない場合は速度制限を受けない主本線を通過する。なお線内の他の2ヶ所の信号場である佐野信号所・新屋信号所と同じく副本線側の出発信号機は上り方面のみに設置されているため下り列車は副本線へ入線出来ない。

## 隣の駅
上信電鉄
■上信線
千平駅 - 赤津信号所 - 下仁田駅